# Scott County (Iowa)
Das Scott County ist ein County im US-amerikanischen Bundesstaat Iowa. Im Jahr 2020 hatte das County 174.669 Einwohner und eine Bevölkerungsdichte von 174,7 Einwohnern pro Quadratkilometer. Der Verwaltungssitz (County Seat) ist Davenport, benannt nach Colonel George Davenport, der hier einen Handelsposten einrichtete.
Das Scott County ist Bestandteil der Metropolregion um die Quad Cities in Iowa und Illinois.

## Geografie
Das County liegt im äußersten Osten von Iowa, grenzt im Osten und Südosten an Illinois, wobei die Grenze durch den Mississippi gebildet wird. Es hat eine Fläche von 1186 Quadratkilometern, wovon 27 Quadratkilometer Wasserfläche sind. An das Scott County grenzen folgende Nachbarcountys:
| Cedar County     | Clinton County |                               |
|                  |                |                               |
| Muscatine County |                | Rock Island County (Illinois) |

## Geschichte

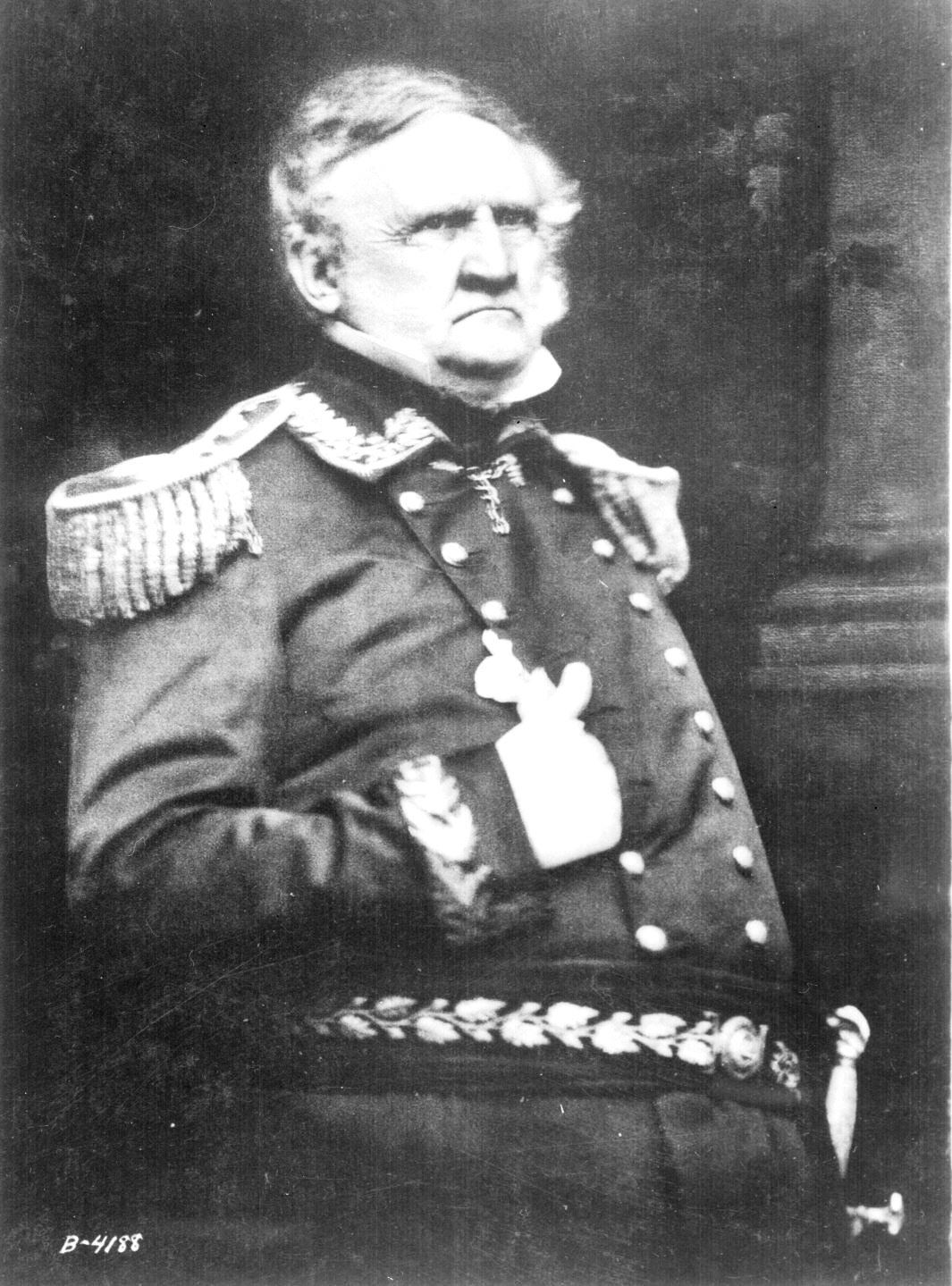
W. Scott

Das Scott County wurde am 15. Januar 1851 als eines der Originalcountys von Iowa gebildet.
Benannt wurde es nach Generalmajor Winfield Scott (1786–1866), der den Friedensvertrag mit Black Hawk unterzeichnete und Oberbefehlshaber des US-Heeres im Mexikanisch-Amerikanischen Krieg war.

Die Besiedlung in diesem Gebiet begann 1833 in Valley City, heute bekannt als Pleasant Valley. Bald darauf wurden die Orte Rockingham und Davenport gegründet.

## Bevölkerung

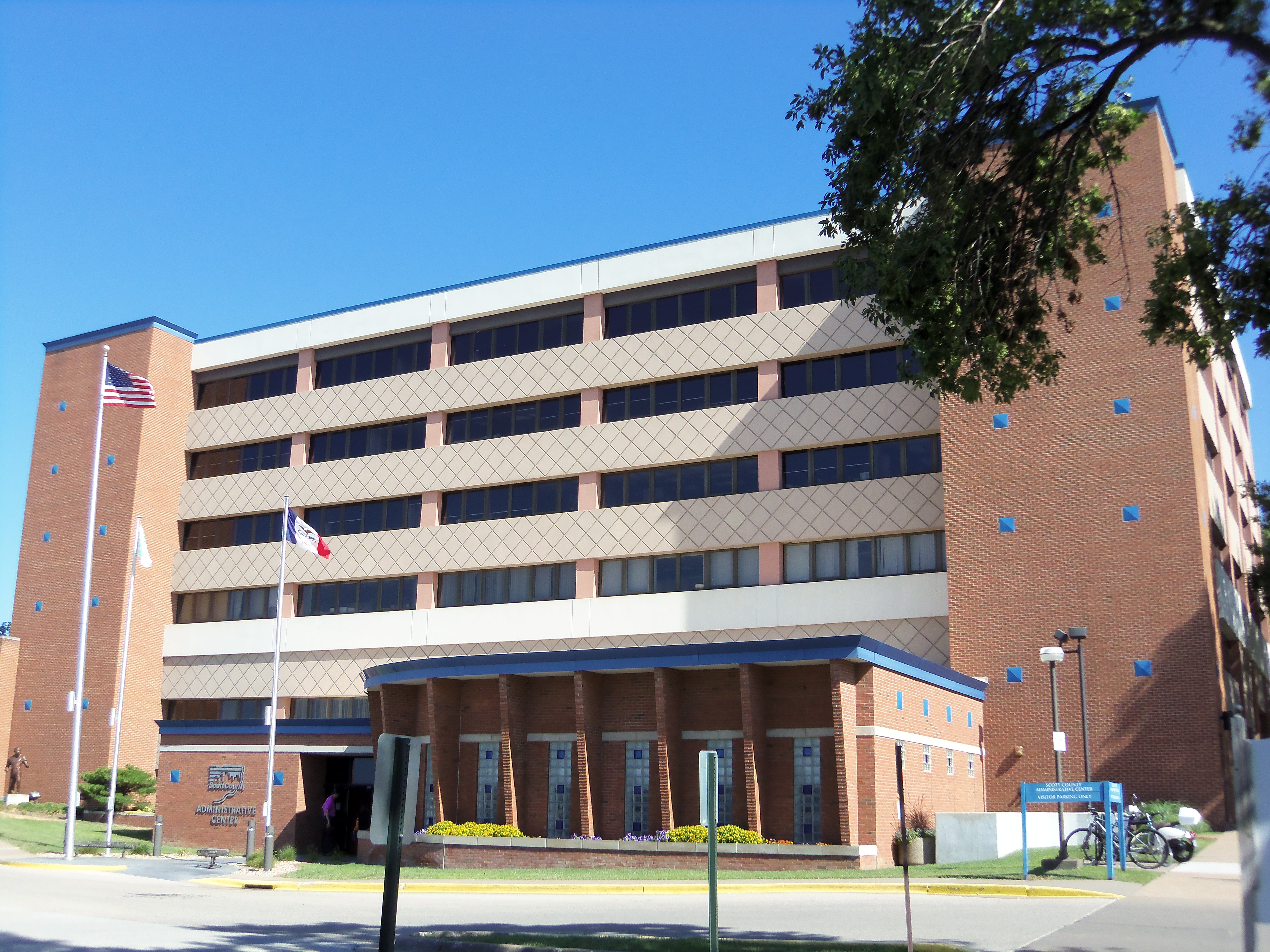
Das Scott County Administrative Center in Davenport, in dem ein Großteil der Countyverwaltung untergebracht ist

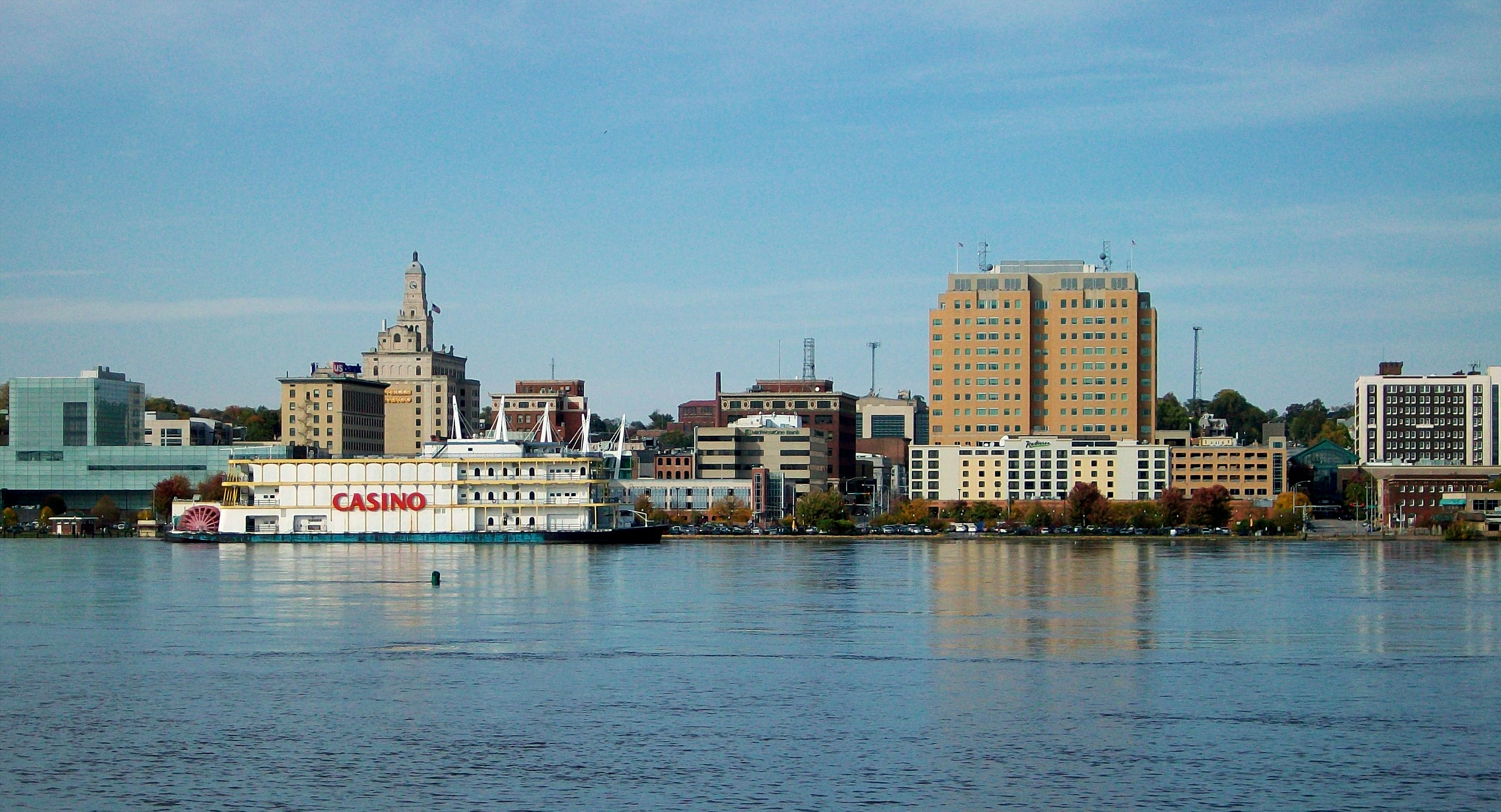
Davenport, die größte Stadt im Scott County

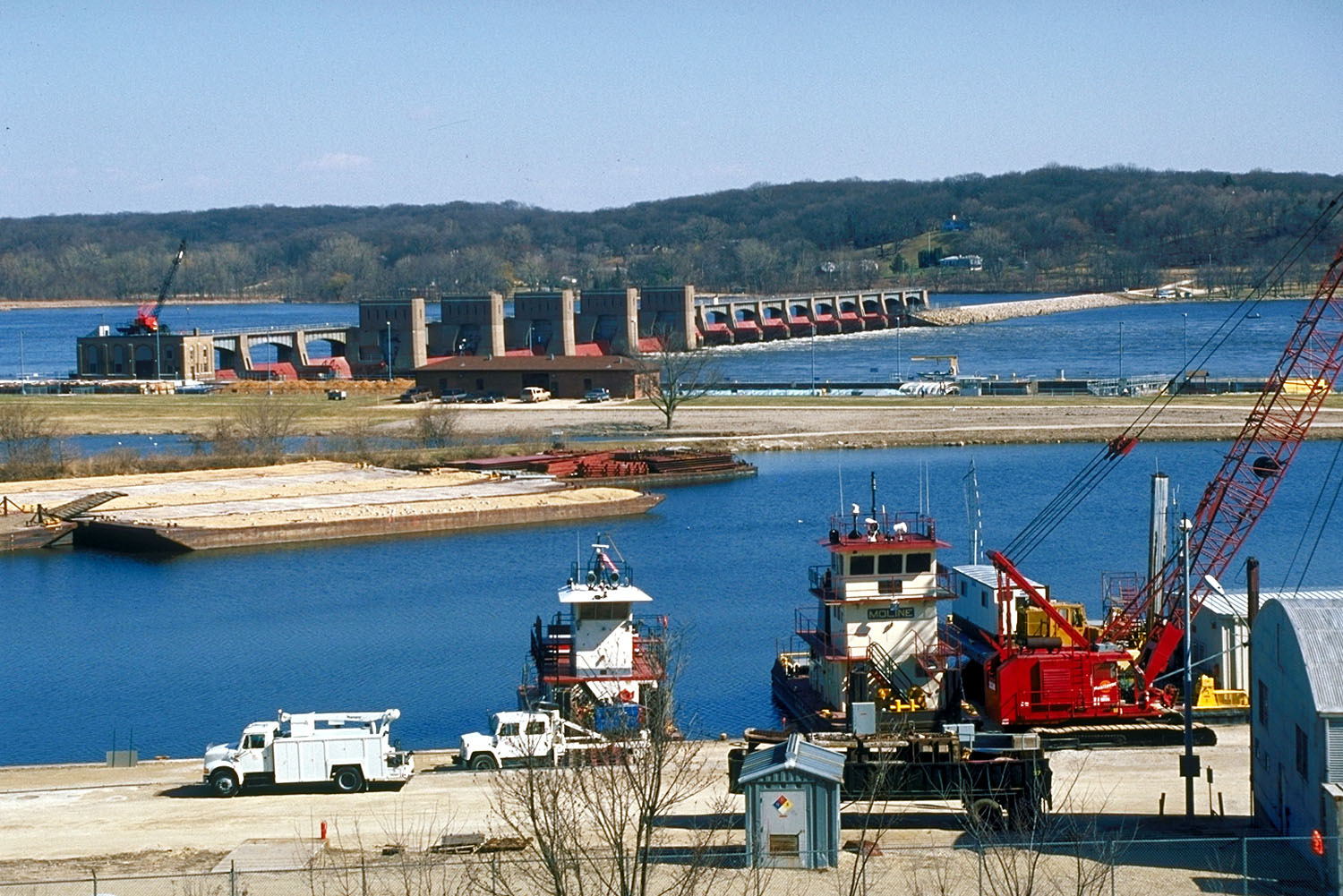
Lock and Dam No. 14, seit 2004 im NRHP gelistet

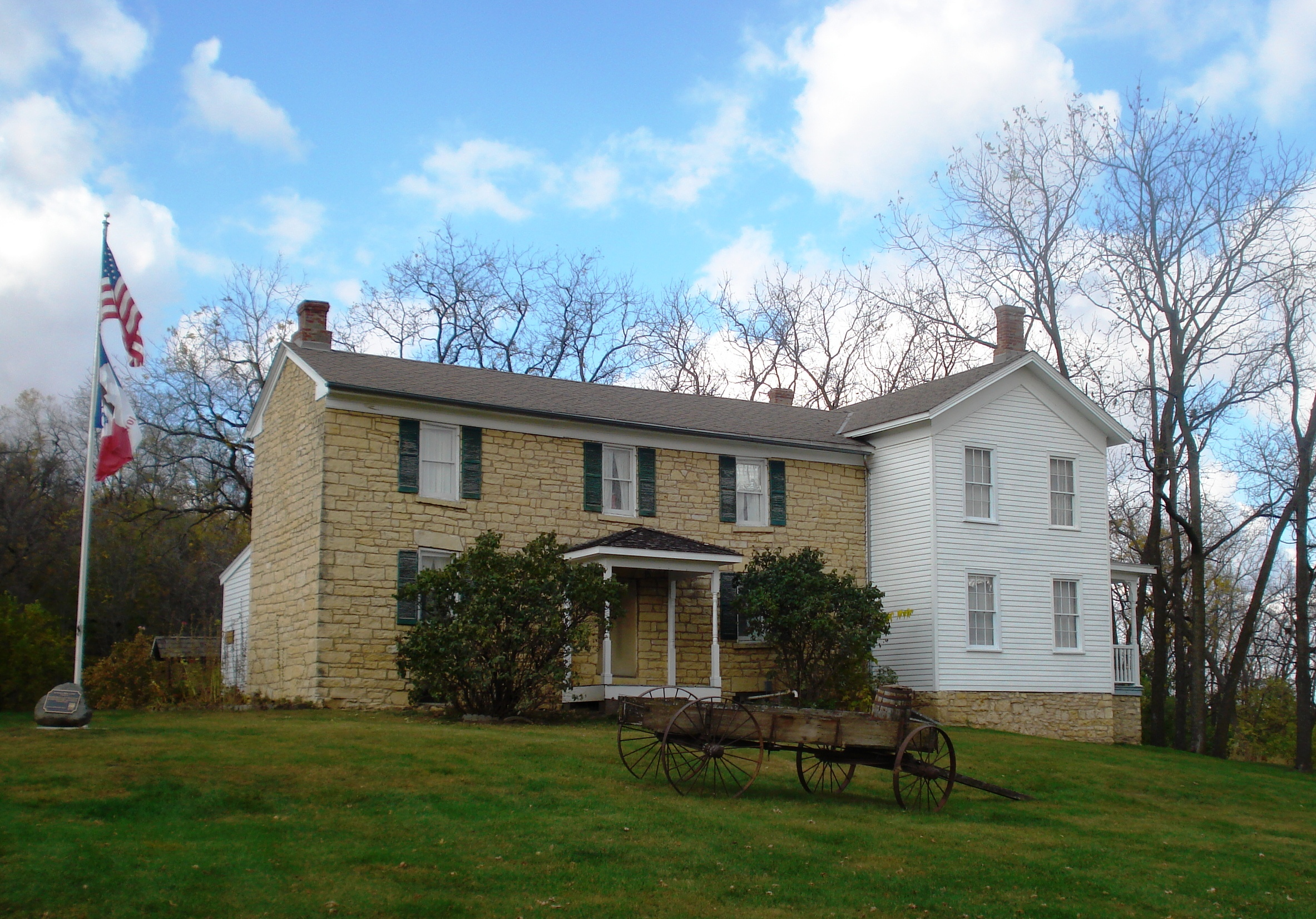
Cody Homestead in McCausland, seit 2004 im NRHP gelistet

Nach der Volkszählung im Jahr 2010 lebten im Scott County 165.224 Menschen in 67.049 Haushalten. Die Bevölkerungsdichte betrug 142,6 Einwohner pro Quadratkilometer. In den 67.049 Haushalten lebten statistisch je 2,44 Personen.
Ethnisch betrachtet setzte sich die Bevölkerung zusammen aus 86,7 Prozent Weißen, 7,5 Prozent Afroamerikanern, 0,4 Prozent amerikanischen Ureinwohnern, 2,5 Prozent Asiaten sowie aus anderen ethnischen Gruppen; 2,8 Prozent stammten von zwei oder mehr Ethnien ab. Unabhängig von der ethnischen Zugehörigkeit waren 6,3 Prozent der Bevölkerung spanischer oder lateinamerikanischer Abstammung.
24,1 Prozent der Bevölkerung waren unter 18 Jahre alt, 61,5 Prozent waren zwischen 18 und 64 und 14,4 Prozent waren 65 Jahre oder älter. 51,0 Prozent der Bevölkerung waren weiblich.

Das jährliche Durchschnittseinkommen eines Haushalts lag bei 52.735 USD. Das Pro-Kopf-Einkommen betrug 28.948 USD. 13,1 Prozent der Einwohner lebten unterhalb der Armutsgrenze.

## Ortschaften
Inkorporierte Citys und nicht inkorporierte Census-designated places (CDP):
| Ort         | Einwohner 2010 | Einwohner 2020 | Typ  |
| ----------- | -------------- | -------------- | ---- |
| Davenport   | 99.685         | 101.724        | City |
| Bettendorf  | 33.217         | 39.102         | City |
| Eldridge    | 5651           | 6726           | City |
| Le Claire   | 3765           | 4710           | City |
| Park View   | 2389           | 2709           | CDP  |
| Durant2     | 1832           | 1871           | City |
| Walcott1    | 1629           | 1551           | City |
| Blue Grass1 | 1452           | 1666           | City |
| Buffalo     | 1270           | 1176           | City |
| Princeton   | 886            | 923            | City |
| Long Grove  | 808            | 838            | City |
| Riverdale   | 405            | 379            | City |
| Donahue     | 346            | 335            | City |
| McCausland  | 291            | 313            | City |
| Dixon       | 247            | 202            | City |
| Maysville   | 176            | 156            | City |
| New Liberty | 137            | 138            | City |

1 – teilweise im Muscatine County

2 – teilweise im Cedar und im Muscatine County

Von der Volkszählung nicht separat erfasste Unincorporated Communities:
| - Big Rock - Argo - Gambrill - Mc Causland | - Plain View - Pleasant Valley - Wildwood Camp |

## Gliederung
Das Scott County ist in 13 Townships eingeteilt:
| Township               | Einwohner (2010) | FIPS     |
| ---------------------- | ---------------- | -------- |
| Allens Grove Township  | 1022             | 19-90048 |
| Blue Grass Township    | 4006             | 19-90282 |
| Buffalo Township       | 4892             | 19-90393 |
| Butler Township        | 3638             | 19-90429 |
| Cleona Township        | 464              | 19-90726 |
| Hickory Grove Township | 649              | 19-91923 |
| Le Claire Township     | 5335             | 19-92391 |

| Township                 | Einwohner (2010) | FIPS     |
| ------------------------ | ---------------- | -------- |
| Liberty Township         | 733              | 19-92490 |
| Lincoln Township         | 553              | 19-92607 |
| Pleasant Valley Township | 34.936           | 19-93420 |
| Princeton Township       | 1405             | 19-93510 |
| Sheridan Township        | 6213             | 19-93849 |
| Winfield Township        | 1693             | 19-94764 |

Die Stadt Davenport gehört keiner Township an.